# Drepanophoringia waingapuensis
Drepanophoringia waingapuensis är en djurart som tillhör fylumet slemmaskar, och som beskrevs av Stiasny-Wijnhoff 1936. Drepanophoringia waingapuensis ingår i släktet Drepanophoringia och familjen Drepanophoringiidae. Inga underarter finns listade i Catalogue of Life.